# Nazí Paikidze
Nazí Paikidze, ook wel bekend als Nazí Paikidze-Barnes (Georgisch: ნაზი პაიკიძე - 27 oktober 1993), is een van oorsprong uit Rusland afkomstig Georgisch-Amerikaans schaakster. Ze heeft de titels Internationaal Meester (IM) en Vrouwelijk Grootmeester (VGM) op haar naam staan. Deze titels verkreeg ze in respectievelijk 2012 en 2010 van de FIDE. Verder is ze tweemaal wereld- en viermaal Europees kampioene binnen haar leeftijdscategorie geworden, en ook tweemaal Amerikaans kampioene.

## Jeugd
Paikidze werd geboren in de Russische stad Irkoetsk. Haar vader was ingenieur; haar moeder biochemicus. Haar broer was een bekend voetballer. Op haar vierde leerde ze van haar vader schaken. Ook verhuisde ze op die leeftijd met haar ouders mee naar de Georgische hoofdstad Tbilisi. Op de basisschool aldaar kreeg Paikidze schaakles, wat naar eigen zeggen haar favoriete vak was. In een ander interview vertelde ze:

Ieder gezin in Georgië heeft wel een schaakbord en weet hoe ze het spel moeten spelen. Iedereen in het land kent ook de namen en gezichten van onze topschakers.

In 1999, toen Paikidze zes jaar oud was, kreeg ze voor het eerst les van een professioneel schaakleraar. In 2003 werd ze binnen haar leeftijdscategorie eerste op haar eerste internationale toernooi: het Europees jeugdkampioenschap schaken. Na deze winst kreeg ze van FIDE de titel Meester toegekend. In 2008, op haar veertiende, kreeg Paikidze les van coach Vladimir Belov.

## Professionele carrière

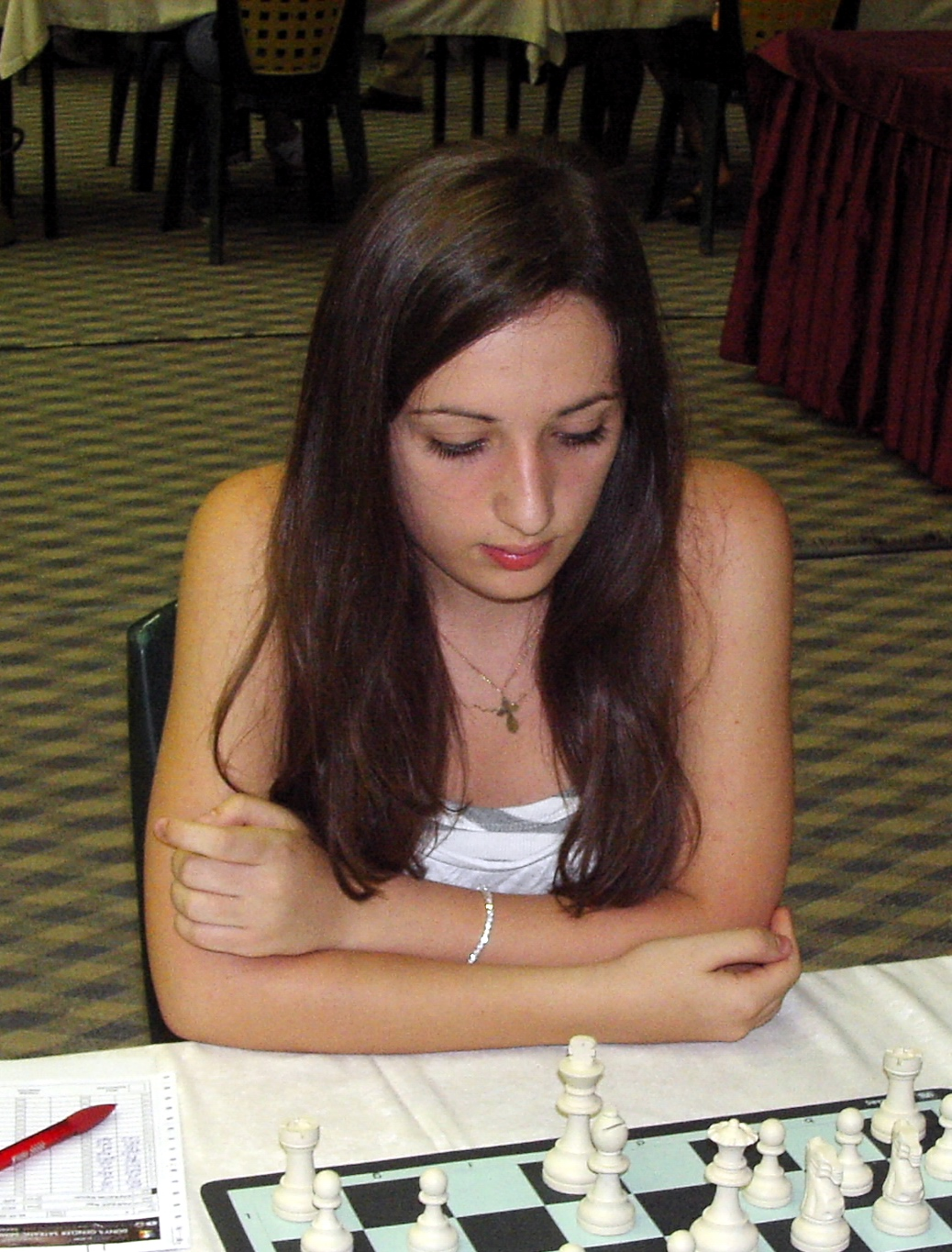
Paikidze op het Wereldkampioenschap schaken junioren (2008)

Paikidze won twaalf medailles op het Europees jeugdkampioenschap schaken, Wereldjeugdkampioenschap schaken en het Wereldkampioenschap schaken junioren, waarvan zes gouden medailles in verschillende leeftijdscategorieën. In totaal won ze het Europees jeugdkampioenschap schaken viermaal: in 2003 in Budva (categorie jeugdspelers onder de 10), in 2005 in Herceg Novi (categorie meisjes onder de 12), in 2007 in Šibenik (categorie meisjes onder de 14) en in 2008 evenens in Herceg Novi (categorie meisjes onder de 16). Op het Wereldjeugdkampioenschap schaken won ze in 2003 in Kallithea een bronzen medaille (categorie meisjes onder de 10), gevolgd door een zilveren medaille in 2005 (categorie meisjes onder de 12), een bronzen medaille in 2006 in Batoemi (categorie meisjes onder de 14), goud in 2007 in Kemer (categorie meisjes onder de 14), in 2008 nog eens goud in Vũng Tàu (categorie meisjes onder de 16) en ten slotte brons in 2009 in Antalya (categorie meisjes onder de 16). Op het Wereldkampioenschap schaken junioren won ze twee bronzen medailles, eenmaal in 2008 in Gaziantep en eenmaal in 2011 in Madras.
Op haar zestiende had Paikidze een FIDE-rating van 2455, waardoor ze op dat moment als 35e op de lijst van beste vrouwelijke schaakster ter wereld stond. Dit is haar hoogst behaalde rating.

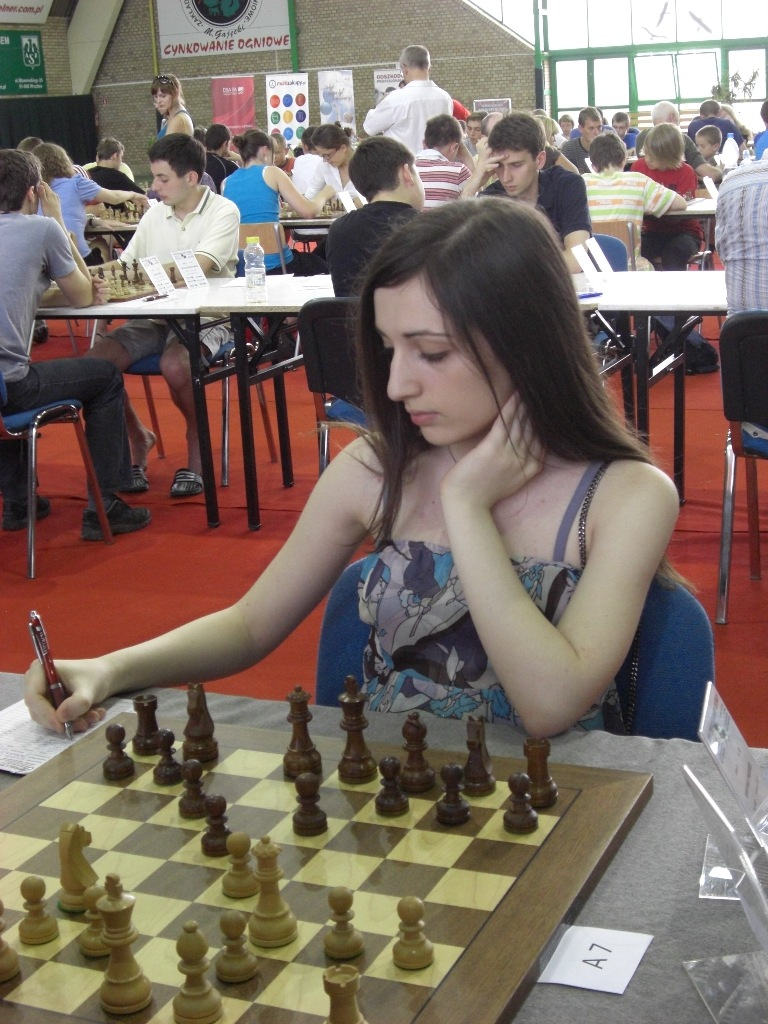
Paikidze in Wrocław (2010)

In 2010 won Paikidze in Moskou de Moscow Open en het Moscow Women's Championship, waarmee ze zich kwalificeerde voor het Russische vrouwenkampioenschap. Ze eindigde daar in de grote finale op plaats vier. Datzelfde jaar verkreeg ze de titel Vrouwelijk Grootmeester (VGM).

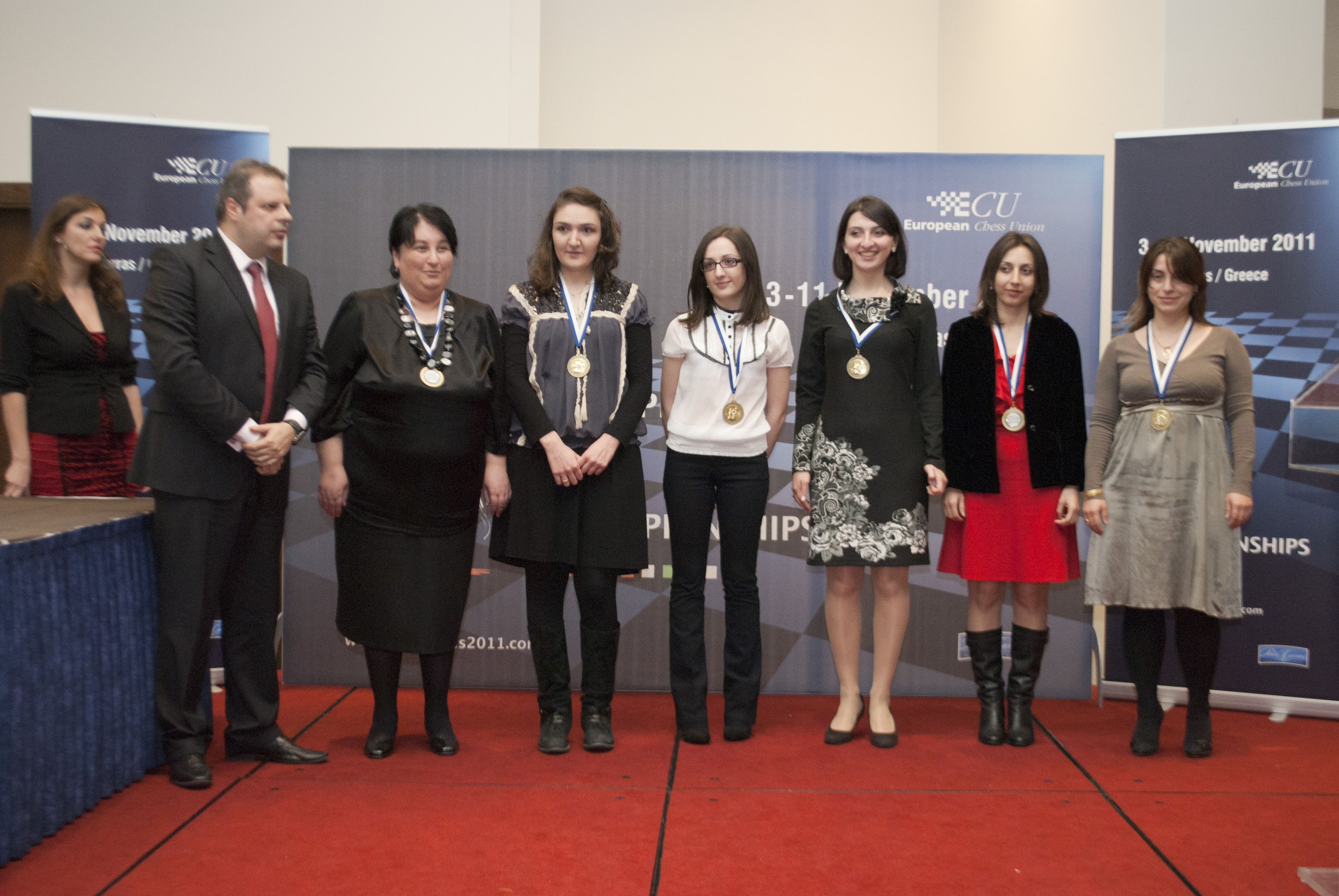
Paikidze met het Georgisch vrouwenteam (2011)

In 2011 nam Paikidze namens het Georgisch vrouwenteam deel aan het Europees schaakkampioenschap voor landenteams. Het toernooi vond plaats in Porto Carras en ze won met haar team een bronzen medaille. In 2012 verkreeg ze de titel Internationaal Meester (IM).
In 2012 verhuisde Paikidze naar de Amerikaanse stad Baltimore en nam ze deel aan een aantal internationale schaaktoernooien die in het land werden gehouden. Ze kreeg dat jaar een beurs in het kader van het chess program van de University of Maryland, Baltimore County (UMBC). Ze kon daardoor toetreden tot het schaakteam van deze universiteit. Ze studeerde er informatiekunde.
In 2015 maakte ze haar debuut op het Amerikaans kampioenschap schaken voor vrouwen, waar ze met een score van 7½/11 punten eindigde. Later dat jaar eindigde ze bij de Boardwalk Open in Galloway samen met Sergej Koedrin en Igor Sorkin bovenaan (elk met drie winstpartijen en twee remises), maar viel de tiebreak in haar voordeel uit, zodat zij als winnaar werd bekroond.
Op 25 april 2016 won Paikidze het Amerikaans kampioenschap schaken voor vrouwen met een score van 8½/11 punten. Datzelfde jaar verhuisde ze naar Las Vegas.
In 2017 stond Paikidze opnieuw in de belangstelling, ditmaal door het samen met conculega's boycotten van het kampioenschap schaken voor vrouwen in Teheran, wegens het verplicht moeten dragen van een hoofddoekje. Ze lichtte de reden van de boycot als volgt toe:

Het dragen van een hoofddoekje zie ik als het ondersteunen van de onderdrukking van vrouwen. Ik zal dat dan ook niet doen, zelfs als dat betekent dat ik daardoor een van de belangrijkste competities uit mijn carrière moet overslaan.

Haar standpunt kon rekenen op steun van de United States Chess Federation en prominente schakers als Nigel Short en Garri Kasparov. In een online-petitie riep Paikidze op om het kampioenschap elders te houden of het dragen van een hoofddoekje niet meer verplicht te stellen. De petitie werd in totaal meer dan 15.000 keer ondertekend. Het toernooi ging echter toch door.
In april 2018 won Paikidze opnieuw het Amerikaans kampioenschap schaken voor vrouwen, door Vrouwelijk Grootmeester Annie Wang te verslaan. In oktober 2021 eindigde ze in diezelfde competitie op plaats acht, met een score van 4½/11 punten.
Naast haar carriere als professioneel schaker zet ze zich in om meer meisjes en vrouwen kennis te laten maken met schaken en hen op weg te helpen binnen de sport.

## Privéleven
Paikidze is gehuwd met Amerikaans ingenieur Greg Barnes. Haar voornaam Nazí (ნაზი) betekent "vriendelijk". Ze is vernoemd naar haar grootmoeder.